# PekWM

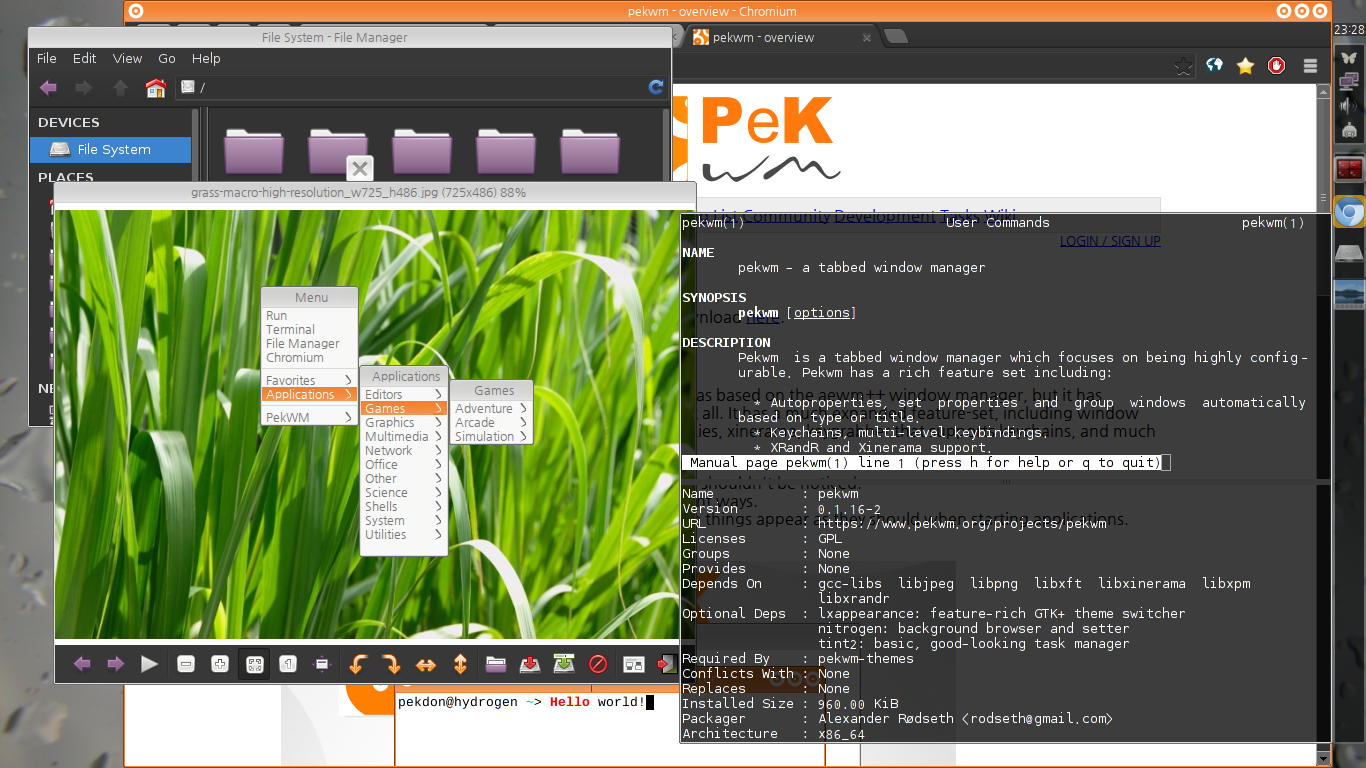
PekWM na Arch Linuxu

PekWM je správce oken velmi nenáročný na hardwarové prostředky pro X Window System, napsaný v programovacím jazyce C++. Jeho autorem je Claes Nästen.
Tento okenní správce se vyznačuje vysokou konfigurovatelností a spoustou funkcí, z nichž některé jsou velmi podobné jiným správcům oken jako Ion3, PWM, nebo Fluxbox. Jeho základy jsou postaveny na správci oken aewm++, ale postupně se PekWM od něj osamostatňuje.

## Funkce
Zde jsou vypsány hlavní rysy PekWM:
- Seskupování oken stejné aplikace do jednoho pole (funkce Tabbed windows)
- Podpora klávesových zkratek

- Vyvolávání akcí pomocí počítačové myši
- "Kořenové" menu obsahující veškeré aplikace a akce (například vypnutí onoho zařízení)
- Proměnné nabídky zobrazující výstup určitých skriptů
- Podpora pro více monitorů pomocí XRandR a Xinerama
- Podpora pro umísťování oken do libovolné oblasti
- Podpora grafických témat i s ikonami, obrázky a tlačítky.
- Automatické přidělování vlastnosti (například automatické nastavení jazyka u nově nainstalovaných aplikací)